# Neea bracteosa
Neea bracteosa är en underblomsväxtart som beskrevs av Julian Alfred Steyermark. Neea bracteosa ingår i släktet Neea och familjen underblomsväxter. Inga underarter finns listade i Catalogue of Life.